# Trankokeri

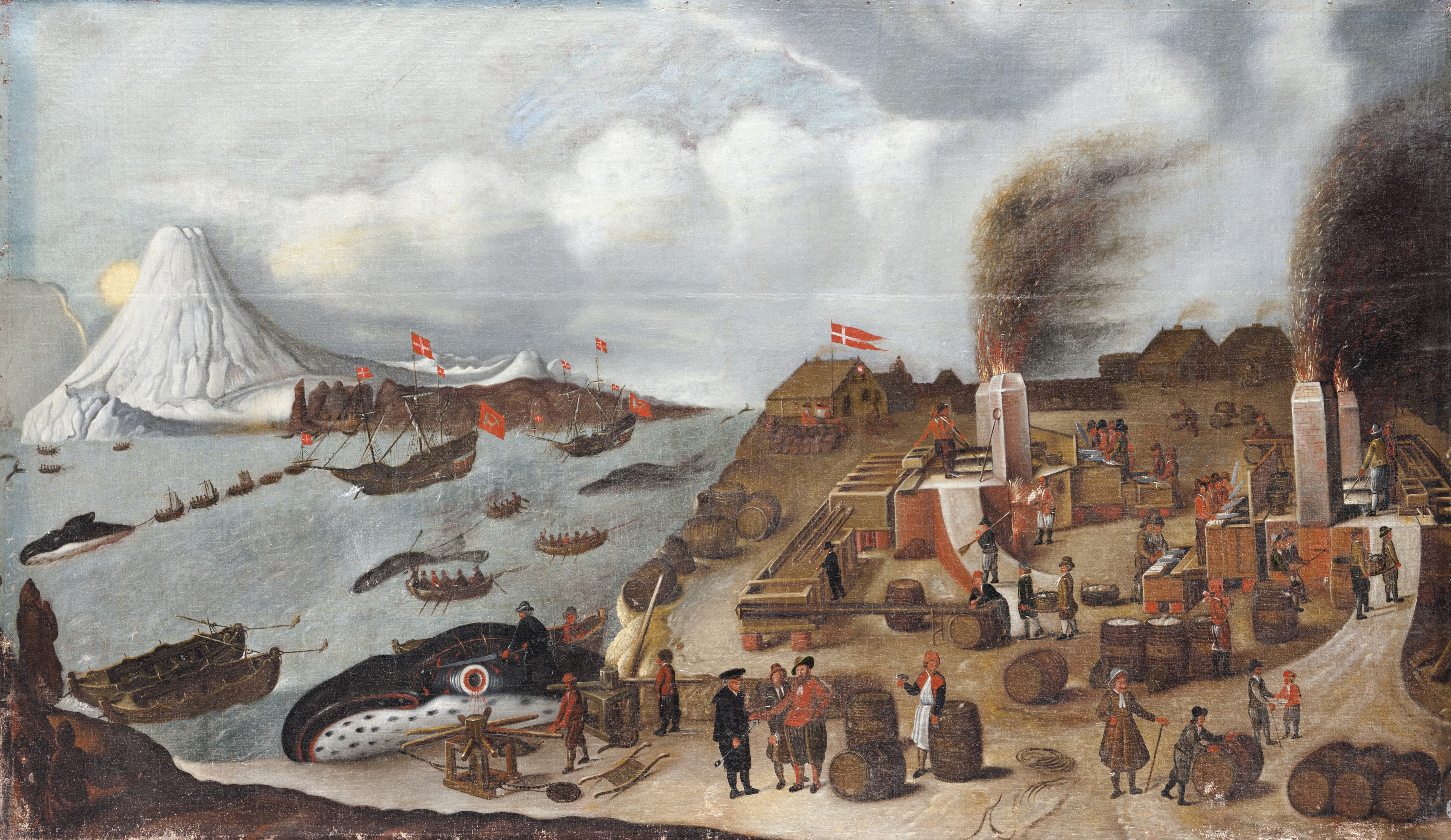
En målning föreställande valfångst och ett trankokeri (till höger).

Trankokeri är en anläggning där fisk eller valkött kokas för att utvinna tran. Ibland kan anläggningen vara placerad ombord på ett fartyg.
I Bohuslän hade trankokerierna sin glansperiod under sillperioderna. Sillen gick främst till sillsalterierna medan överskottet gick till trankokerierna. Under dåliga år fick trankokerierna inte tillräckligt mycket råvara. När sillperioderna försvann, försvann också trankokerierna. 